# Villa Krehl
Die Villa Krehl im Heidelberger Stadtteil Handschuhsheim ist ein herrschaftliches Gebäude, das 1911 als Wohnsitz von Ludolf von Krehl erbaut wurde und in der Folgezeit wechselnde Nutzung erfuhr. Von 1989 bis 2012 war sie deutscher Sitz der Schiller International University. Die Villa ist mit dem zugehörigen Park als Kulturdenkmal von besonderer Bedeutung in die Denkmalliste eingetragen.

## Geschichte
Die an der Ecke Bergstraße/Hainsbachweg gelegene Villa wurde 1911 nach Plänen von Friedrich Ostendorf für den Internisten Prof. Ludolf von Krehl (1861–1937) und dessen aus Russland stammende Ehefrau Elisabeth errichtet. Das Paar pflegte einen herrschaftlichen Lebensstil. Zu den Gästen des Hauses zählte auch der Großherzog Friedrich von Baden, für den in der Eingangshalle sogar eine Privattankstelle eingerichtet wurde. Mit dem Ersten Weltkrieg gerieten die Besitzer Krehl in wirtschaftliche Schwierigkeiten, so dass sie 1919 in das Gartenhaus zogen, während das Hauptgebäude in den Besitz der evangelischen Landeskirche kam, die darin ein Schülerheim errichtete, das nach dem noch regierenden Großherzog Friedrichstift genannt wurde. Das Heim war Unterkunft für auswärtige evangelische Schüler während deren Schulzeit in Heidelberg. Im Zweiten Weltkrieg wurde die Villa enteignet und von der Luftwaffe als Weltluftfahrtinstitut genutzt. Durch den Einbau von Laboratorien kam es zu massiven Eingriffen in die Bausubstanz. Nach Kriegsende beschlagnahmten die Amerikaner das Gebäude und hielten es zunächst als möglichen Regierungssitz für die Region Mittelrhein-Saar frei. Nach der Einrichtung der französischen Besatzungszone bis an den Rhein entfiel der geplante Verwaltungszweck, so dass eine Spruchkammer in der Villa eingerichtet wurde, die die Entnazifizierung in Heidelberg und Umgebung durchführte. Nach Abschluss der Spruchkammerverfahren kam die Villa zurück in den Besitz der evangelischen Kirche, die das Schülerwohnheim Friedrichstift erneut darin unterhielt, bevor das Stift nach Leimen wechselte und die Villa 1989 an die Schiller International University kam, die darin bis 2012 ihren deutschen Campus hatte. Nach einer Renovierung 2012 bezogen das European Study Center (ESC) und die Sprachschule iH Heidelberg/Collegium Palatinum das Gebäude. 2021 wurden deren Schließung und der Umbau der Villa zu Eigentumswohnungen angekündigt.